# 陶然亭湖
陶然亭湖是一个位于中国北京市的湖泊，面积约为0.167平方千米。